# Klebsiella pneumoniae
Espèce
Synonymes
- Hyalococcus pneumoniae Schroeter, 1886

Sous-espèces de rang inférieur
- K. pneumoniae subsp. ozaenae (Abel 1893) Ørskov 1984
- K. pneumoniae subsp. pneumoniae(Schroeter, 1886) Ørskov 1984
- K. pneumoniae subsp. rhinoscleromatis (Trevisan 1887) Ørskov 1984

Klebsiella pneumoniae (anciennement Hyalococcus aerogenes) est l'espèce type du genre Klebsiella. C'est un bacille Gram négatif, non mobile, encapsulé, anaérobie facultatif, capable de fermenter le lactose sur milieu MacConkey avec des colonies d'aspect mucoïdes.
La bactérie est commensale dans les microbiomes buccaux, cutanés et intestinaux mais peut devenir pathogène dans les poumons (d'où son nom).
En 2024, l'OMS alerte quant à la propagation d'une souche hypervirulente (hvKp ST23) résistante à tous les antibiotiques bêta-lactamines disponibles dont les carbapénèmes.

## Historique
L'espèce Klebsiella pneumoniae a d'abord été décrite comme Hyalococcus pneumoniae par Schroeter, avant d'être renommée Klebsiella pneumoniae par Trevisan. Elle est également connue sous le nom de bacille de Friedländer en l'honneur de Carl Friedländer, un pathologiste allemand, qui a proposé que cette bactérie était le facteur étiologique de la pneumonie notamment chez les personnes immunodéprimées telles que les personnes atteintes de maladies chroniques ou les alcooliques.

### Étymologie
L'étymologie du nom d'espèce de Klebsiella pneumoniae est la suivante : pneu.mo’ni.ae. N.L. fem. n. pneumonia, maladie pulmonaire, pneumonia (inflammation des poumons); N.L. gen. fem. n. pneumoniae, de pneumonie.

## Description
C'est un bacille Gram négatif, non mobile (en général), encapsulé, anaérobie facultatif, capable de fermenter le lactose sur milieu MacConkey avec des colonies d'aspect mucoïdes.
Longtemps considérées comme exclusivement non mobiles, l'existence de souches mobiles disposant des gènes codant des protéines flagellaires (fliC, fliA et flgH) a été confirmée en 2016.

### Résistance aux antibiotiques
Initialement une bactérie faiblement résistante aux antibiotiques, des souches de Klebsiella pneumoniae multi-résistantes circulent en Europe causant des pathologies diverses mais potentiellement très grave, chez des patients non immunodéprimés. Ces souches disposent notamment de carbapénémase (enzyme permettant la destructions des antibiotiques de la famille des carbapénèmes).
En Russie et en  Géorgie, le traitement des klebsielles par phagothérapie est commun. Le médicament existe sous forme liquide ou en pulvérisateur. Il existe des cocktails bactériophagiques contenant exclusivement des bactériophages spécifiques aux klebsielles, et des cocktails contenant plus largement des phages spécifiques aux germes présents dans telle ou telle pathologie. Des phages anti-klebsielles figurent par exemple dans les cocktails pour les infections gynécologiques,.
Des recherches sont en cours dans certains pays occidentaux pour développer des préparations bactériophagiques efficaces contre les Klebsiella pneumoniae productrices de carbapenemases KPC (KPC-KP).
Comme en France la phagothérapie ne peut être utilisée que dans les cas les plus graves, avec des phages produits en France et dans le cadre dit compassionnel défini par l'ANSM et qu'il n'existe pas de phages produits en France actifs sur les Klebsielles, des associations de patients se sont montées pour faciliter l'accès aux bactériophagiques étrangers (achat direct ou voyage à l'étranger),,,.

## Habitat
Klebsiella pneumoniae est normalement retrouvée dans le tractus intestinal des humains et des animaux.

## Taxonomie

### Sous-espèces
Trois sous-espèces sont décrites :
- K. pneumoniae subsp. ozaenae
- K. pneumoniae subsp. pneumoniae
- K. pneumoniae subsp. rhinoscleromatis